# Jerzy Chrempiński
Jerzy Chrempiński (zm. 14 grudnia 1980) – oficer służby sądowej Wojska Polskiego II RP, podpułkownik Służby Sprawiedliwości ludowego Wojska Polskiego.

## Życiorys
Po zakończeniu II wojny światowej, jako były major służby sądowej Wojska Polskiego wstąpił do ludowego Wojska Polskiego i został oficerem Służby Sprawiedliwości. W 1946 w stopniu podpułkownika był zastępcą szefa (płk Marian Muszkat) Polskiej Misji Wojskowej do Badania Zbrodni Wojennych. Był sędzią Najwyższego Sądu Wojskowego.
Zmarł 14 grudnia 1980. Został pochowany na Cmentarzu Wojskowym na Powązkach w Warszawie (kwatera 19A-lewe półkole-8).

## Odznaczenia
- Krzyż Kawalerski Orderu Odrodzenia Polski (1946, za bohaterskie czyny i dzielne zachowanie się w walce z niemieckim najeźdźcą, oraz za sumienne wypełnianie obowiązków służbowych)[8].